# Turbină Francis

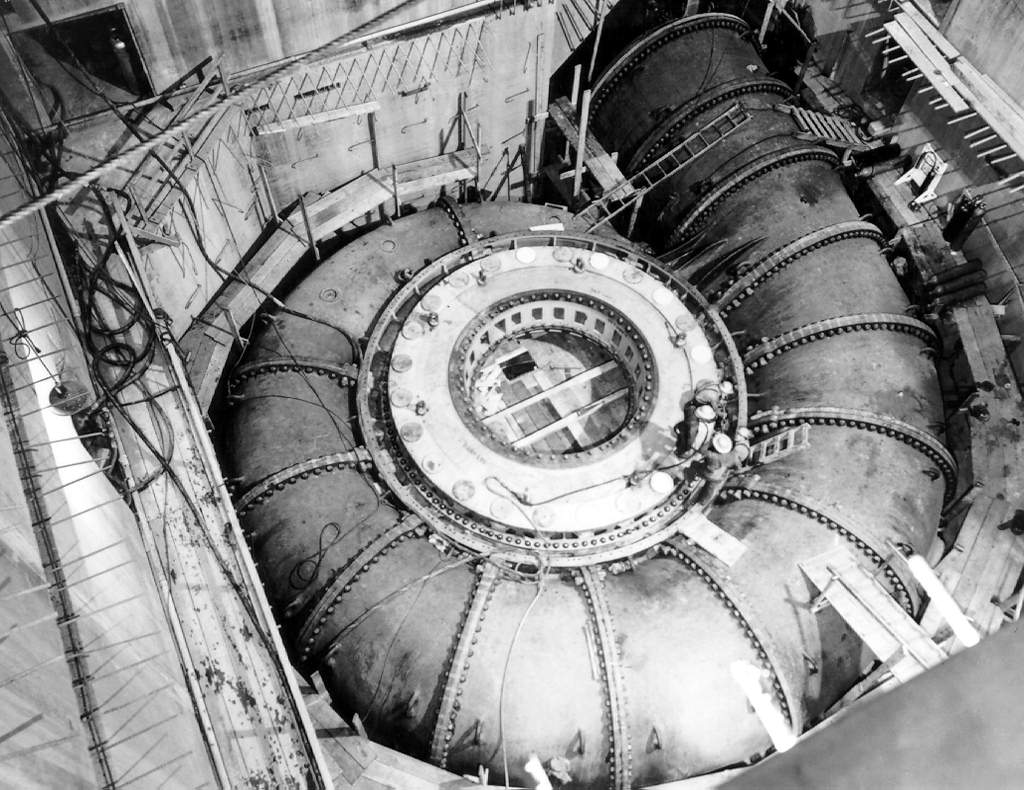
Gura de admisie a turbinei Francis la Barajul Grand Coulee

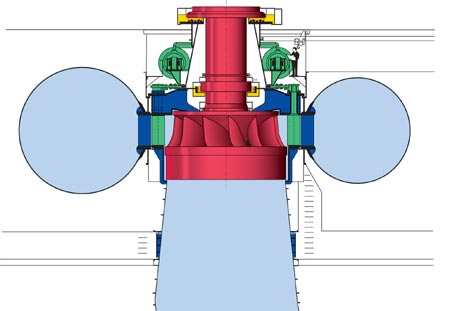
Vedere laterală a unei turbine Francis verticale. Aici apa intră orizontal într-o țeavă în formă de spirală (carcasă spirală) înfășurată în jurul rotorului turbinei și iese vertical în jos prin centrul turbinei.

Turbina Francis este o turbină hidraulică inventată de James B. Francis⁠(d).
Este o turbină cu reacțiune, care prelucrează căderi de apă între 50 și 610 m.
Se mai numește și radial-axială, deoarece apa intră radial în rotor, își schimbă direcția și iese axial.
În comparație cu turbina Pelton, avantajele acesteia constau în turații mai mari, reducerea gabaritelor și prețuri unitare mai scăzute.
În România, turbine de tip Francis se găsesc la uzina hidroelectrică de pe Argeș, uzina de la Bicaz, cea de la Mărișelu etc.